# Región de Simiyu
Simiyu es una región administrativa de Tanzania. Fue creada en marzo de 2012, siendo hasta entonces parte de la región de Shinyanga. Su capital es la ciudad de Bariadi.
Según el censo nacional de 2012, la región tenía una población de 1.584.157 habitantes. En 2022, laa población era ya de 2.140.497, lo que arroja una densidad poblacional de 84'9 personas por kilómetro cuadrado.

## Distritos
La región se divide administrativamente en cinco distritos:
|         | Bariadi   | 422,916 |
| Busega  | 203,597   |         |
| Itilima | 313,900   |         |
| Maswa   | 344,125   |         |
| Meatu   | 299,619   |         |
| Total   | 1,584,157 |         |